# Parque Céspedes
La plaza Carlos Manuel de Céspedes, más conocida como parque Céspedes, es la plaza fundacional central de la ciudad de Santiago de Cuba, considerada el corazón histórico de la misma. Es uno de los símbolos más relevantes de la ciudad.

## Historia[1][2][3]

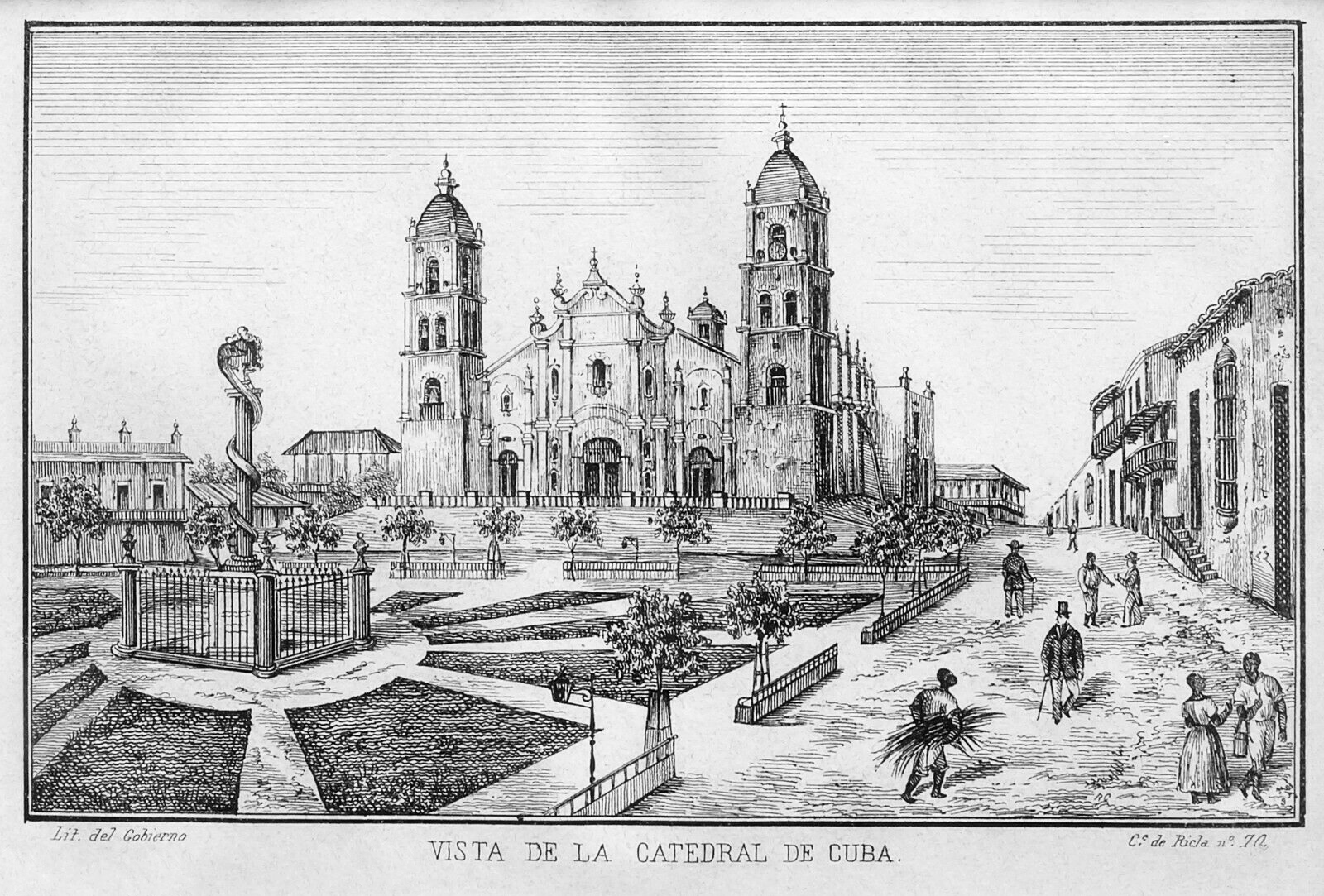
Imagen del Parque Céspedes en 1859

Su fundación determinó la fundación de la ciudad en 1515, por lo que fue circundada desde un inicio por el Cabildo (hoy Ayuntamiento) que data de 1516, la Catedral que data de 1522, la Casa del Gobernador (hoy Museo de Ambiente Histórico Cubano). 

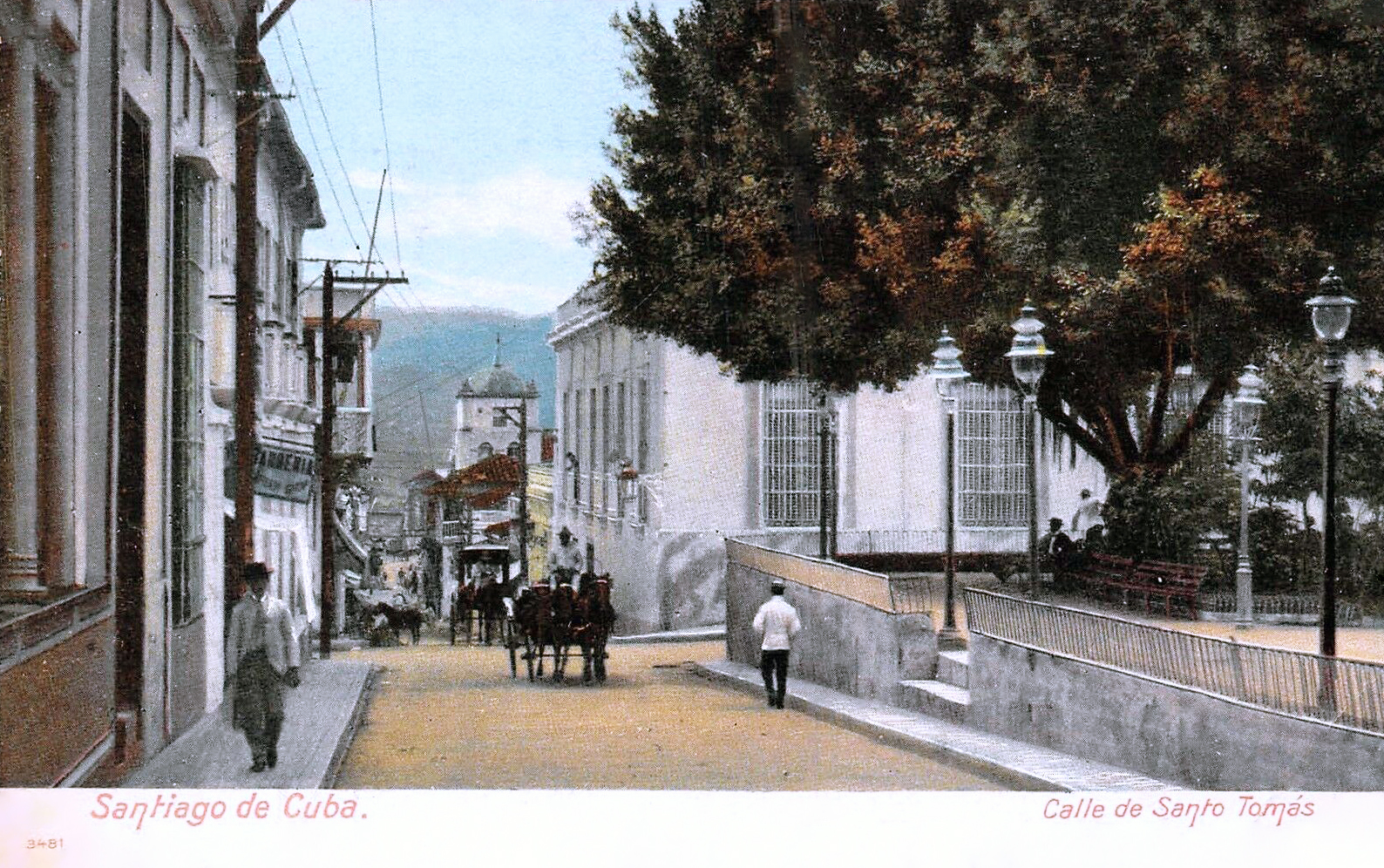
Imagen a principios del siglo XX

Fue fundada con el nombre de Plaza de Armas, el cual cambió en 1812 por Plaza de la Constitución, luego Plaza de la Reina y desde el incio de la República Plaza Carlos Manuel de Céspedes.
Ha sido protagonista de eventos históricos de primer orden para la historia de la ciudad y de Cuba, como la rendición de la ciudad ante las tropas estadounidenses como resultado de la Guerra hispano-estadounidense, la toma de posesión del primer Presidente de la República Tomás Estrada Palma el 20 de mayo de 1902, que constituyó el inicio de la República de Cuba, y el anuncio del triunfo de la Revolución cubana el 1 de enero de 1959 por Fidel Castro desde el Ayuntamiento.

## Detalles
Actualmente es una plaza cuadrada de 2516 m², con una palpitante vida cultural en las tardes y noches. Se realizan cotidianamente retretas de la Orquesta Sinfónica Municipal, e innumerables actos políticos y culturales por su condición de Plaza Central. La Fiesta del Fuego, la Fiesta de la Bandera, los Carnavales y procesiones religiosas conforman las principales festividades que tienen a esta plaza como uno de sus sitios referenciales.
Las edificaciones que la circundad en la actualidad son consideradas en conjunto como el Anillo Cero, éstas son:
- Ayuntamiento de Santiago de Cuba
- Santa Basílica Metropolitana Catedral Primada de Cuba
- Museo de Ambiente Histórico Cubano (más conocido como Casa de Diego Velázquez de Cuéllar)
- Banco Nacional de Cuba
- Club San Carlos
- Hotel Casagranda
- Casa del Ajedrez
- Dos oficinas de Infotur
- Casa del Té
- Innumerables tiendas, galerías, museos y oficinas comerciales en los bajos de la Catedral, el Hotel Casagranda y el Club San Carlos.